# Кубок України з футболу серед аматорів 2010
Кубок України з футболу серед аматорських команд 2010 — 14-й розіграш Кубка України під егідою ААФУ. Проводився з 11 серпня по 31 жовтня 2010 року.

## Учасники
У розіграші Кубка взяли участь 24 аматорських команди з 17 областей України і АР Крим.
| Команда             | Місто/село             | Область           |
| ------------------- | ---------------------- | ----------------- |
| «Агро-Збруч»        | м. Волочиськ           | Хмельницька       |
| «Берегвідейк»       | м. Берегове            | Закарпатська      |
| ФК «Воронівка»      | с. Воронівка           | Миколаївська      |
| «Єдність-2»         | с. Плиски              | Чернігівська      |
| «Звягель-750»       | м. Новоград-Волинський | Житомирська       |
| «Зоря-Енергія»      | смт Романів            | Житомирська       |
| «Карпати»           | м. Кам'янка-Бузька     | Львівська         |
| «Кристал»           | м. Херсон              | Херсонська        |
| «Ліга»              | м. Вишневе             | Київська          |
| «Локомотив»         | м. Куп'янськ           | Харківська        |
| «Марспирт»          | с-ще Нагірянка         | Тернопільська     |
| «Мир»               | с. Горностаївка        | Херсонська        |
| «Нове життя»        | с. Андріївка           | Полтавська        |
| ОДЕК                | смт Оржів              | Рівненська        |
| «Олімпік»           | м. Кіровоград          | Кіровоградська    |
| ФК «Попасна»        | м. Попасна             | Луганська         |
| ФК «Путрівка»       | с. Путрівка            | Київська          |
| ФК «Самбір»         | м. Самбір              | Львівська         |
| «Словхліб»          | м. Слов'янськ          | Донецька          |
| «Снятин-Євромодуль» | м. Снятин              | Івано-Франківська |
| «Тепловик»          | м. Южноукраїнськ       | Миколаївська      |
| «УкрАгроКом»        | м. Головківка          | Кіровоградська    |
| «Форос»             | м. Ялта                | АР Крим           |
| ФК «Шаргород»       | м. Шаргород            | Вінницька         |

## Перелік матчів

### Попередній етап
|                              | Заг.                      |                           | Матч 1                    | Матч 2                    |
| 11 і 18 серпня 2010 року.    | 11 і 18 серпня 2010 року. | 11 і 18 серпня 2010 року. | 11 і 18 серпня 2010 року. | 11 і 18 серпня 2010 року. |
| ---------------------------- | ------------------------- | ------------------------- | ------------------------- | ------------------------- |
| ФК «Самбір»                  | 1:5                       | «Берегвідейк» (Берегове)  | 1:1                       | 0:4                       |
| «Снятин-Євромодуль» (Снятин) | 2:4                       | «Агро-Збруч» (Волочиськ)  | 2:2                       | 0:2                       |
| ФК «Шаргород»                | 1:1 (пен. 5:4)            | «Марспирт» (Нагірянка)    | 1:0                       | 0:1                       |
| «Зоря-Енергія» (Романів)     | 0:13                      | «Ліга» (Вишневе)          | 0:4                       | 0:9                       |
| «УкрАгроКом» (Головківка)    | 2:3                       | «Нове Життя» (Андріївка)  | 1:1                       | 1:2                       |
| ФК «Попасна»                 | 1:2                       | «Словхліб» (Слов'янськ)   | 1:0                       | 0:2                       |
| «Форос» (Ялта)               | 2:4                       | «Мир» (Горностаївка)      | 1:1                       | 1:3                       |
| «Тепловик» (Южноукраїнськ)   | 6:3                       | «Олімпік» (Кіровоград)    | 5:1                       | 1:2                       |

### 1/8 фіналу
|                                  | Заг.                             |                                     | Матч 1                           | Матч 2                           |
| 25 серпня і 1 вересня 2010 року. | 25 серпня і 1 вересня 2010 року. | 25 серпня і 1 вересня 2010 року.    | 25 серпня і 1 вересня 2010 року. | 25 серпня і 1 вересня 2010 року. |
| -------------------------------- | -------------------------------- | ----------------------------------- | -------------------------------- | -------------------------------- |
| «Карпати» (Кам'янка-Бузька)      | 2:5                              | «Берегвідейк» (Берегове)            | 2:0                              | 0:5                              |
| ФК «Шаргород»                    | 1:4                              | ФК «Путрівка»                       | 1:4                              | -:+                              |
| «Локомотив» (Куп'янськ)          | 0:1                              | «Словхліб» (Слов'янськ)             | 0:0                              | 0:1                              |
| «Мир» (Горностаївка)             | 6:4                              | ФК «Воронівка»                      | 5:1                              | 1:3                              |
| «Кристал» (Херсон)               | 3:1                              | «Тепловик» (Южноукраїнськ)          | 2:1                              | 1:1                              |
| 1 і 8 вересня 2010 року.         |                                  |                                     |                                  |                                  |
| «Агро-Збруч» (Волочиськ)         | 5:3                              | «Звягель-750» (Новоград-Волинський) | 1:1                              | 4:2                              |
| ОДЕК (Оржів)                     | 1:3                              | «Ліга» (Вишневе)                    | 1:2                              | 0:1                              |
| 5 і 9 вересня 2010 року.         |                                  |                                     |                                  |                                  |
| «Нове Життя» (Андріївка)         | 4:3                              | «Єдність-2» (Плиски)                | 3:0                              | 1:3                              |

### Чвертьфінали
|                            | Заг.                       |                            | Матч 1                     | Матч 2                     |
| 22 і 29 вересня 2010 року. | 22 і 29 вересня 2010 року. | 22 і 29 вересня 2010 року. | 22 і 29 вересня 2010 року. | 22 і 29 вересня 2010 року. |
| -------------------------- | -------------------------- | -------------------------- | -------------------------- | -------------------------- |
| «Агро-Збруч» (Волочиськ)   | 1:3                        | «Берегвідейк» (Берегове)   | 1:0                        | 0:3                        |
| «Ліга» (Вишневе)           | 0:1                        | ФК «Путрівка»              | 0:0                        | 0:1                        |
| «Нове Життя» (Андріївка)   | 0:2                        | «Словхліб» (Слов'янськ)    | 0:1                        | 0:1                        |
| «Мир» (Горностаївка)       | 4:2                        | «Кристал» (Херсон)         | 1:2                        | 3:0                        |

### Півфінали
|                          | Заг.                     |                          | Матч 1                   | Матч 2                   |
| 9 і 16 жовтня 2010 року. | 9 і 16 жовтня 2010 року. | 9 і 16 жовтня 2010 року. | 9 і 16 жовтня 2010 року. | 9 і 16 жовтня 2010 року. |
| ------------------------ | ------------------------ | ------------------------ | ------------------------ | ------------------------ |
| ФК «Путрівка»            | 3:4                      | «Берегвідейк» (Берегове) | 2:0                      | 1:4                      |
| «Мир» (Горностаївка)     | 0:4                      | «Словхліб» (Слов'янськ)  | 0:2                      | 0:2                      |

### Фінал
| 23 жовтня 2010 15:00 +12 °C |

| «Берегвідейк» (Берегове) | 2:0      | «Словхліб» (Слов'янськ)     |
| ------------------------ | -------- | --------------------------- |
| Андрій Сливка 73'        | протокол | Віталій Забурдайло 67' (аг) |

| Берегове, «Дружба» Глядачів: 3 500 Арбітр: Романов Віталій (Дніпропетровськ) |

| 31 жовтня 2010 13:00 +10 °C |

| «Словхліб» (Слов'янськ)                 | 2:2      | «Берегвідейк» (Берегове)            |
| --------------------------------------- | -------- | ----------------------------------- |
| Чігбо Годвін Окоє 65' Євген Швидкий 82' | протокол | Андрій Сливка 44' Дмитро Саркіс 46' |

| Слов'янськ, Стадіон «Хімік» Глядачів: 2 000 Арбітр: Бондар Іван (Київ) |

| Володар Кубка України серед аматорів 2010 |
| ----------------------------------------- |
| «Берегвідейк» (Берегове) Вперше           |